# Eufrozyn Sagan
Eufrozyn Sagan (ur. 8 października 1916 w Oświęcimiu, zm. 31 marca 1995 w Wałbrzychu) – polski paleobotanik, w latach 1950 – 1975 kierownik Muzeum w Wałbrzychu, w latach 1976 – 1981 jego wicedyrektor. Niestrudzony popularyzator wiedzy przyrodniczej wśród społeczności Wałbrzycha i okolic, organizator lokalnych struktur Polskiego Towarzystwa Miłośników Nauk o Ziemi i Członek Honorowy tego stowarzyszenia, opiekun młodzieżowego Koła „Kolumbów”, autor publikacji naukowych, twórca liczącej ponad 4000 okazów muzealnej kolekcji makroflory karbońskiej oraz odkrywca kilkudziesięciu unikalnych na skalę światową skamieniałości zwierzęcych. Na jego cześć nazwano odkryty przez niego nowo wydzielony gatunek pajęczaka – Schneidarachne saganii oraz rośliny Boulayatheca saganii i Saganophycos sinus. W listopadzie 2016 r. uhonorowany tytułem „Zasłużonego dla Miasta Wałbrzycha”.

## Życiorys
Eufrozyn Sagan urodził się 8 października 1916 roku w Oświęcimiu. Z racji zawodu ojca Andrzeja, który był cenionym lekarzem weterynarii, rodzina Saganów musiała często zmieniać miejsce zamieszkania. W 1924 roku Eufrozyn Sagan rozpoczął naukę w szkole powszechnej w Nowym Sączu. Dwa lata później wraz z rodziną powrócił do Oświęcimia, gdzie ukończył czwartą klasę szkoły powszechnej i kontynuował naukę w Gimnazjum Koedukacyjnym im. Księdza Stanisława Konarskiego. Maturę zdał w 1935 roku, zaczynając rok później studia przyrodnicze na Uniwersytecie Poznańskim. W 1937 roku przeniósł się do Lwowa, na tamtejszy Uniwersytet im. Jana Kazimierza, w którym kontynuował studia na wydziale matematyczno-przyrodniczym. jego wykładowcami byli m.in. antropolog Jan Czekanowski, logik i matematyk Leon Chwistek, botanik Stanisław Kulczyński i geolog Jan Samsonowicz. Dalszą edukację Eufrozyna Sagana przerwał wybuch drugiej wojny światowej.
Jesienią 1939 roku powrócił do Oświęcimia, gdzie podjął pracę jako sprzedawca w lokalnym sklepie. W 1941 roku został przymusowo zatrudniony przez Niemców w fabryce I.G. Farbenindustrie w Dworach, pracował także jako robotnik przy budowie szosy oraz pomocnik mierniczego. W 1943 roku został wysłany do Wiednia, gdzie jako pracownik przymusowy pracował w zakładzie preparatów przyrodniczych. Po zakończeniu wojny powrócił do rodzinnego Oświęcimia przez punkt przyjmowania repatriantów w Sanoku. Na podstawie spisanego w 1955 roku życiorysu wiadomo, że przez pewien czas prowadził kursy repolonizacyjne wśród autochtonicznej ludności Bytomia.
Sagan nie pozostał długo w Oświęcimiu. Jesienią 1945 roku wyjechał do swoich krewnych w Otmuchowie, gdzie pomagał im organizować gospodarstwo rolne, a w 1946 roku przeniósł się na Dolny Śląsk. W Kowarach założył firmę produkującą pomoce szkolne, jednak już rok później została ona zlikwidowana. Wówczas przeniósł się do Wałbrzycha, gdzie funkcję kierownika miejscowego muzeum pełnił jego przyrodni brat Marek. Zatrudnił on Eufrozyna w kierowanej przez siebie instytucji, powierzając mu stanowisko preparatora w dziale geologiczno-paleontologicznym.
Zaraz po rozpoczęciu pracy, Sagan przystąpił do inwentaryzacji i porządkowania zbiorów muzealnych zbiorów geologicznych. Z pochodzącej z tamtego okresu ankiety Muzeum Ziemi w Warszawie, dotyczącej zbiorów geologicznych Muzeum Miejskiego w Wałbrzychu wynika, że obejmowały one 1506 okazów. Tylko 689 spośród nich posiadało pewne, przynależne im metryczki. Kolekcja była gromadzona od 1908 roku, kiedy działalność rozpoczęło Muzeum Starożytności w Wałbrzychu przekształcone później w Muzeum Regionalne w Wałbrzychu. Ozdobą kolekcji był zbiór 107 okazów flory karbońskiej zachowanej w łupkach węglisto-ilastych. Zbiory geologiczne muzeum miejskiego nie były wówczas jedynymi w Wałbrzychu. Bogatą kolekcję posiadała również Dolnośląska Szkoła Górnicza przy obecnej ul. Pankiewicza. Zbiór gromadzony z inicjatywy Adolfa Schǘtze - dyrektora placówki w latach 1858-1900, od 1920 roku do zakończenia II wojny światowej był pod opieką nauczyciela geografii - Franza Zimmermanna.
Franz Zimmerann był uznanym w świecie naukowym paleobotanikiem oraz autorem wielu publikacji naukowych dotyczących flory górnego dewonu i karbonu okolic Wałbrzycha. W latach 1948–1949 część kolekcji została niestety wywieziona z Wałbrzycha do Państwowego Instytutu Geologicznego w Warszawie. Po przyjeździe do Wałbrzycha Eufrozyn Sagan nie tylko poznał, ale również zaprzyjaźnił się z Franzem Zimmermannem, który stał się niebawem jego mentorem. W latach 1949–1956 Zimmermann był zatrudniony jako pracownik merytoryczny Dolnośląskiego Oddziału Państwowego Instytutu Geologicznego, którego stacja terenowa ulokowana była w Szczawnie-Zdroju. Zgromadzona w nim wówczas została kolekcja makroflory karbońskiej licząca około 4 tys. okazów. Świadkiem jej tworzenia był Eufrozyn Sagan, który wielokrotnie towarzyszył Franzowi Zimmermannowi w geologicznych wycieczkach po okolicy.
Z końcem lat 40. Eufrozyn Sagan zaczął tworzyć własną kolekcję paleobotaniczną. Okazy pozyskiwał w terenie lub we fragmentach skał transportowanych z miejscowych kopalń węgla kamiennego na hałdy. Zapał kolekcjonerski Eufrozyna Sagana sprawił, że kolekcja paleobotaniczna Muzeum Miejskiego w Wałbrzychu rosła w szybkim tempie i na początku 1966 r. przekroczyła liczbę tysiąca okazów. Nie była to jednak całość jego zbiorów gromadzonych od końca lat 40. Wiele z nich przekazywał do placówek muzealnych i szkół z terenu całego kraju. W tamtym okresie dzięki Eufrozynowi Saganowi Wałbrzych i okolice zaczęły stawać się mekką pasjonatów geologii. W latach 1957–1972 aktywnie włączył się w działalność popularyzującą wśród mieszkańców Wałbrzycha i okolic wiedzę o geologicznej przeszłości regionu. We wrześniu 1958 r. z inicjatywy Eufrozyna Sagana powstało w Wałbrzychu koło młodzieżowe utworzonego rok wcześniej Polskiego Towarzystwa Miłośników Nauk o Ziemi. W 1960 r. powstało Koło Wałbrzyskie PTMNoZ, które prowadziło ożywioną działalność, organizowało krajowe zjazdy i wydawało własny "Biuletyn Informacyjny". Za zasługi dla Towarzystwa w 1972 r. Eufrozyn Sagan został jego Członkiem Honorowym.
W okresie czynnej pracy zawodowej Eufrozyn Sagan opublikował kilka cenionych prac naukowych o roślinach karbońskich. Z początkiem lat 80. już po przejściu na emeryturę rozpoczął pracę nad stworzeniem obejmującego trzy tomy katalogu zbioru paleobotanicznego pod wspólnym tytułem „Atlas roślin karbońskich”. Katalog miał być wydany nakładem Muzeum Okręgowego w Wałbrzychu. Pierwszy zeszyt pt. „Rośliny widłakowe (Lycophyta)” ukazał się w 1981 roku. Dwa lata później został opublikowany drugi zeszyt pt. „Rośliny skrzypowe (Equisetophyta)”. Niestety nie wydano już tomu trzeciego, który miał zawierać katalog zgromadzonych w muzealnej kolekcji gatunków paproci zarodnikowych i nasiennych. Prawdopodobnie wpływ na to miała postępująca choroba Eufrozyna Sagana.
W 1991 roku Eufrozyn Sagan schorowany i opiekujący się obłożnie chorą żoną - Rudolfiną, przekazał w darze muzeum znaczną część swojego księgozbioru paleobotanicznego, a także związane z tą dziedziną opracowania naukowe. W materiałach zachowanych po Eufrozynie Saganie jest również jego osobista korespondencja m.in. z Franzem Zimmermannem, Diethardem Storchem i Barry Thomasem, a także polskimi paleobotanikami - Marią Rejmanówną, Danutą Zdebską i Mikołajem Kostyniukiem. Wśród zachowanych wyróżnień, które Eufrozyn Sagan otrzymał za swoją działalność są m.in.: Medal 10-lecia Polski Ludowej, odznaka „Zasłużony Działacz Kultury”, złota odznaka „Zasłużony dla Dolnego Śląska” oraz dyplomy Honorowego Członka Polskiego Towarzystwa Przyjaciół Nauk o Ziemi, Polskiego Towarzystwa Turystyczno-Krajoznawczego, czy Ligi Ochrony Przyrody.

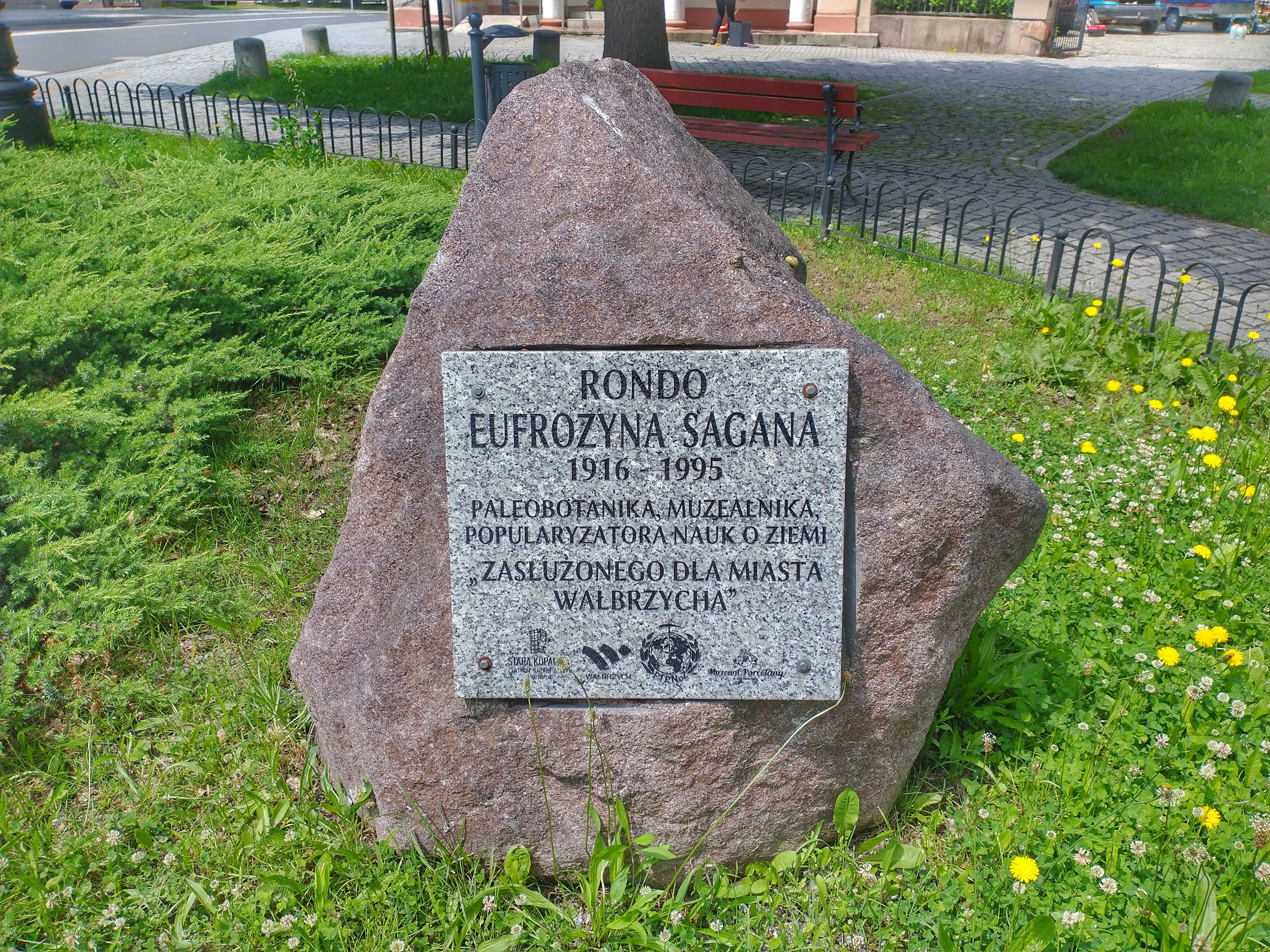
Rondo Eufrozyna Sagana w Wałbrzychu

Ciężko chory Eufrozyn Sagan na krótko przed śmiercią trafił do domu opieki działającego w Wambierzycach koło Radkowa. Razem z nim trafiła tam również jego żona. Zmarł 31 marca 1995 r. Został pochowany w części parafialnej cmentarza przy ul. Przemysłowej w Wałbrzychu. Po otwarciu Centrum Kultury i Sztuki Stara Kopalnia, to tam trafiły zbiory Eufrozyna Sagana, które po skatalogowaniu i opisaniu mają być prezentowane.

## Eufrozyn Sagan zasłużony dla Wałbrzycha
W listopadzie 2016 roku Rada Miejska Wałbrzycha jednogłośnie przyjęła uchwałę o uhonorowaniu pośmiertnym Eufrozyna Sagana tytułem Zasłużony dla Miasta Wałbrzycha. Na ostatniej sesji przewodnicząca rady oraz wiceprezydent miasta wręczyli rodzinie długoletniego kierownika i wicedyrektora wałbrzyskiego muzeum okolicznościowy dyplom potwierdzający decyzję władz miasta. Inicjatorami uhonorowania Eufrozyna Sagana byli: Elżbieta Kwiatkowska-Wyrwisz, prezes Fundacji Museion w Wałbrzychu oraz Marcin Kuleszo, specjalista ds. geologii w Centrum Nauki i Sztuki Stara Kopalnia w Wałbrzychu.
14 listopada 2022 r. na skwerze przy rondzie u zbiegu ul. 1 Maja i Limanowskiego odsłonięto tablicę upamiętniającą patrona tegoż ronda - Eufrozyna Sagana.